# RSVP (запрошення)
У контексті запрошень на соціальні заходи, RSVP — це запит відповіді від запрошеної людини або людей. RSVP — це акронім французької фрази фр. Répondez s'il vous plaît, що означає буквально «Будьте ласкаві відповісти» або «Будь ласка, дайте відповідь».

## Емілі Пост
Вище суспільство Англії прийняло французький етикет в кінці XVIII століття, і твори американської письменниці Емілі Пост (1872 - 1960) прагнули запропонувати не менш суворий стандарт, ніж французькі традиції. У її роботі, написаній у 1920 році, згадується, що «Будь-хто, хто отримав запрошення з R.S.V.P. на ньому, зобов'язаний відповісти…», та деякі видання описують порушення цього правила як «непрощенну грубість».
Емілі Пост рекомендує на запрошення з RSVP відповісти якомога швидше, протягом дня або двох з моменту отримання.

## Відповідь як попередження про явку
У той час як RSVP передбачає відповідь від тих, хто буде присутній і тих, хто не буде присутній — є обговорення, які натякають на те, що багато людей неправильно розуміють зміст терміна і не відповідають, якщо вони не мають наміру з'явитися. У Лас-Вегасі, де RSVP — це життєва сила суспільних заходів, існує дискусія про сучасне використання цього терміна. Там була створена версія «Cautela», згідно з якою потрібно відповідати, тільки якщо людина приймає запрошення.

## RSVP, Regrets only
Фраза «RSVP, Regrets only англ. RSVP, regrets only або просто «Regrets only» — це популярна варіація RSVP Емілі Пост. Мета цієї фрази — передати, що «вам потрібно відповісти, тільки якщо ви відмовляєтеся», з супутнім «якщо ви не відповісте, це буде прийнято як мовчазна згода прийти».
Якщо очікується, що більшість запрошень будуть прийнятими, «RSVP, Regrets only» скорочує необхідність комунікації між організаторами і гостями. Фраза «Regrets only» натякає на відмову, яка була б сформульована у вигляді варіації фрази «Ми з жалем повідомляємо вам, що не можемо з'явитися…», якщо ж гість збирається з'явитися на захід, його відповідь була б без «жалю».